# Palazzo Arcivescovile (Firenze)
Il palazzo Arcivescovile di Firenze è un edificio storico situato tra  piazza San Giovanni 3-4 (dirimpetto all'abside del battistero di San Giovanni), via de' Cerretani, piazza dell'Olio 5-6 e via de' Pecori. È la residenza dell'arcivescovo di Firenze e sede della curia diocesana. 
Il complesso appare nell'elenco redatto nel 1901 dalla Direzione Generale delle Antichità e Belle Arti, quale edificio monumentale da considerare patrimonio artistico nazionale.

## Storia

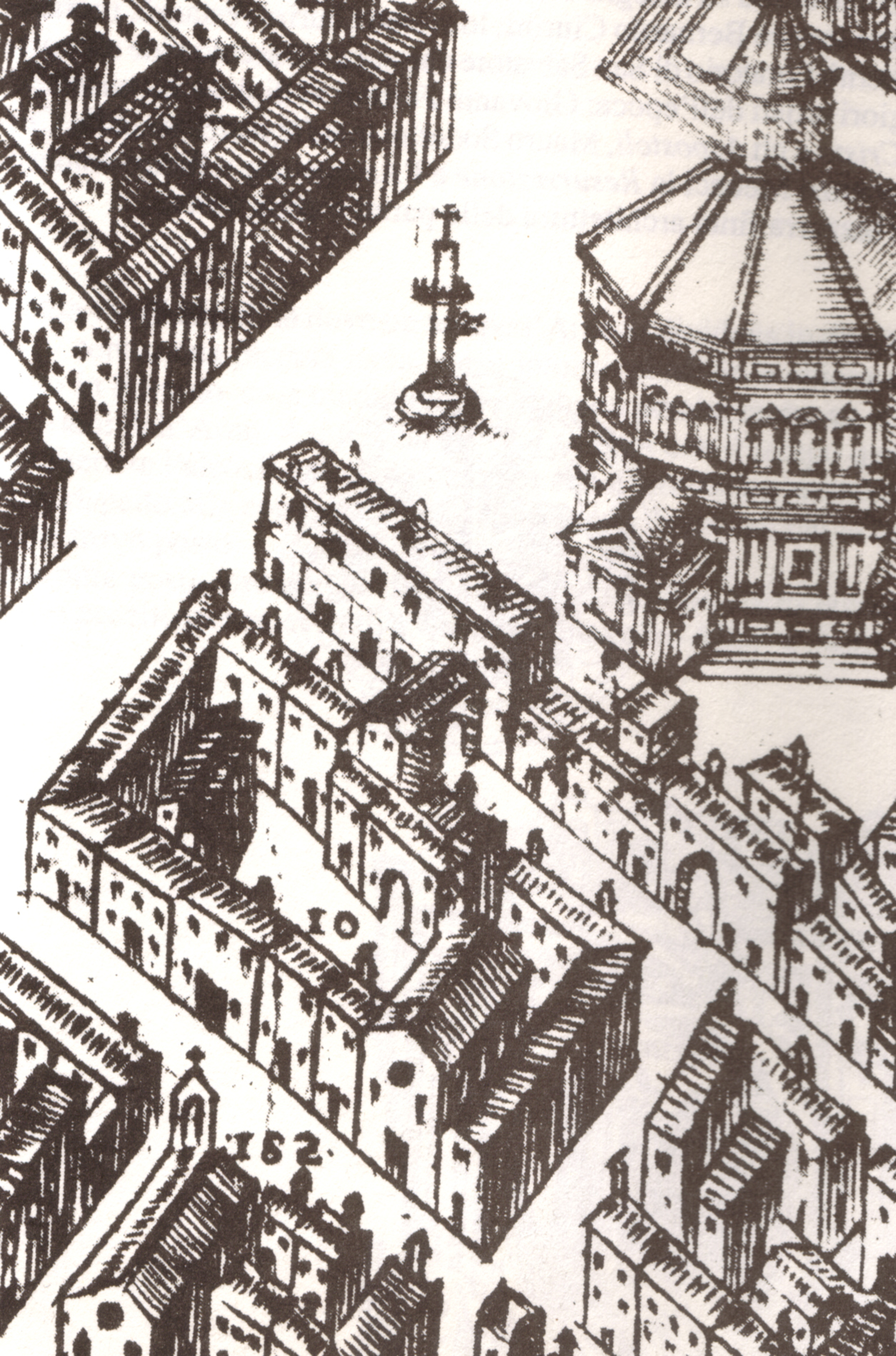
Il palazzo arcivescovile secondo la mappa del Buonsignori (1584)

Il palazzo era originariamente composto da due corpi di fabbrica, uno sull'attuale sito, denominato "Vescovado Nuovo", e uno più avanzato nella piazza, a ridosso del battistero e detto "Vescovado Vecchio". I due fabbricati erano divisi dalla via dell'Arcivescovado e collegati tra di loro attraverso un cavalcavia. L'esistenza di questa divisione ha sempre spesso costituito un ostacolo per una completa ricostruzione della storia e delle trasformazioni del complesso, poiché le fonti antiche si riferiscono spesso all'una o all'altra parte indifferentemente. 

### Origini
Un edificio vescovile a Firenze esiste in questo sito almeno dal IX secolo, quando la Domus Sancti Johannis si ergeva davanti al battistero paleocristiano, inglobando la Porta ad Aquilonem, poi detta del Vescovo, che si apriva nelle mura altomedievali all'altezza dell'angolo tra via dei Cerretani e borgo San Lorenzo, al termine di quello che era il cardo della città romana. Il palazzo, con le torri a tronco di cono che proteggevano la porta cittadina, aveva l'aspetto di una fortezza, come scrisse Coluccio Salutati. 
Un documento del 1075 ricorda il palazzo come sede vescovile. Un primo ingrandimento fu attuato nel XII secolo dai Visdomini, famiglia da sempre custode e difenditrice del vescovado, che fece costruire una torre sul lato sud, dove era apposto lo stemma di questa famiglia accoppiato con quello dei Tosinghi, loro consorti. Inoltre l'allargamento della cerchia di mura, col conseguente abbattimento della vecchia, aveva messo a disposizione alcuni terreni, che permisero ulteriori ingrandimenti. 
La residenza vescovile divenne composta, come già accennato, da due edifici principali, separati da una strada in asse con l'attuale via Roma, collegati, solo a partire dalla seconda metà del XVI secolo, da un passaggio sospeso. Il "Palazzo Nuovo", che si trovava tra via dell'Arcivescovado e piazza dell'Olio, aveva una configurazione della prima metà del XII secolo che inglobava l'antica chiesa di San Salvatore (ristrutturata nel 1221, forse da Arnolfo di Cambio). 
Nel 1419, grazie a Martino V, la sede fiorentina divenne arcivescovado, e nel 1458 si registrarono interventi di abbellimento nel palazzo voluti da Pio II.

### Ristrutturazione cinquecentesca

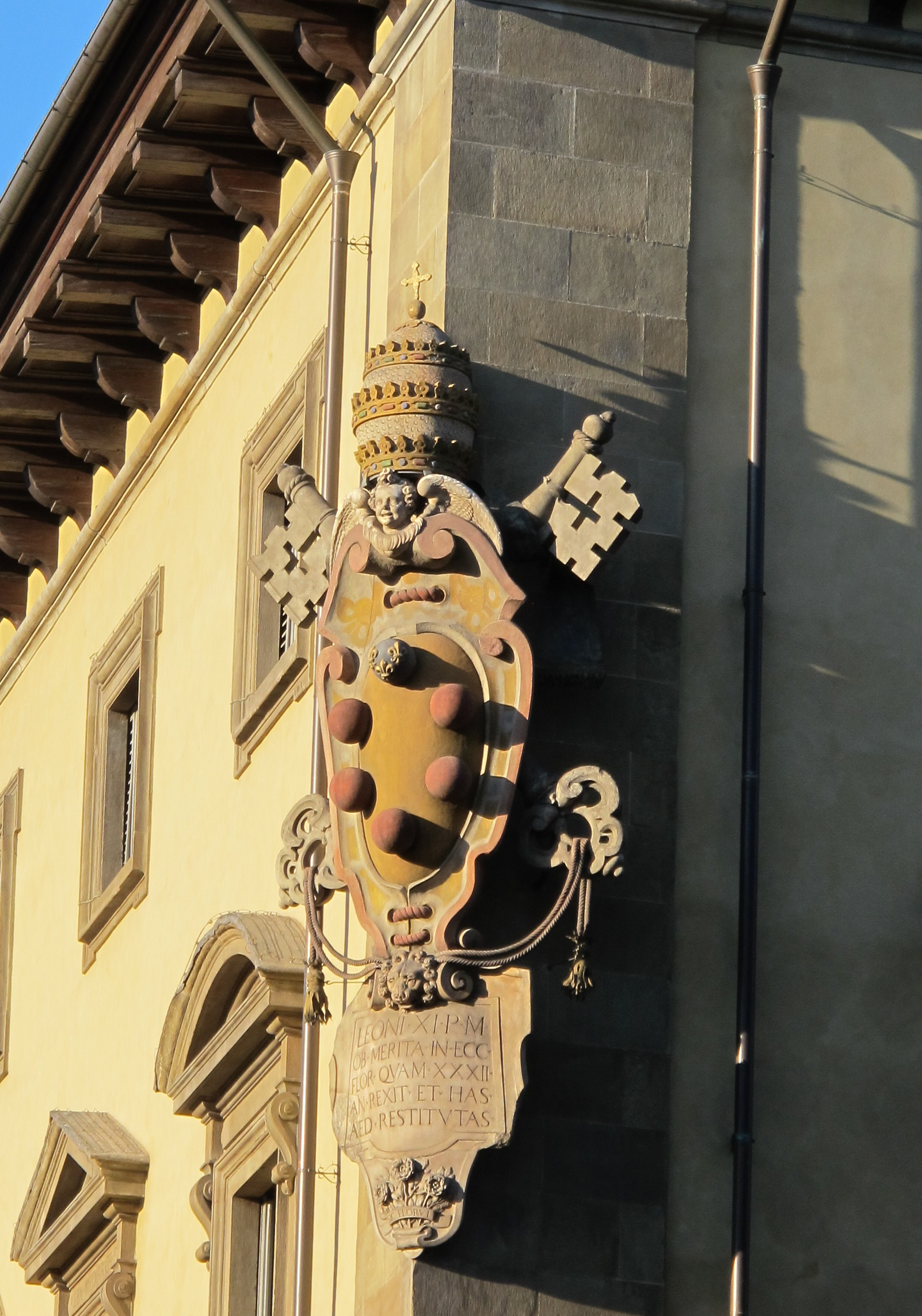
L'arme di Alessandro de' Medici, poi Leone XI, 1584

L'antica sede arcivescovile, soprattutto la parte più vicina la battistero e nel torrione, andò distrutta da un disastroso incendio nel 1533 (come ricordato da Benedetto Varchi nella sua Istoria della città di Firenze), con l'arcivescovo Andrea Buondelmonti che poté solo fare alcuni primi interventi sovvenzionandoli di tasca propria. La ricostruzione vera e propria avvenne su iniziativa di Alessandro di Ottaviano de' Medici (poi papa Leone XI nel 1605), che incaricò l'architetto Giovanni Antonio Dosio, con lavori protrattisi tra il 1573 e il 1584. Nel 1583 l'arcivescovo (divenuto nel frattempo cardinale) fece apporre il proprio stemma personale. 
L'ampio prospetto principale, prossimo al battistero di San Giovanni può facilmente essere letto come tentativo del Dosio di dare nuova e moderna sistemazione all'area, con l'antico San Giovanni chiuso tra la facciata dell'episcopio e quella che avrebbe dovuto essere la moderna facciata della cattedrale, una volta demolita  nel 1587 l'antica condotta fino a metà altezza da Arnolfo di Cambio e affidata la definizione della nuova ad un concorso del quale (assieme a Giovanni de' Medici, Giambologna e Bernardo Buontalenti), era stato protagonista lo stesso Giovanni Antonio Dosio: com'è noto nessun progetto sarà tuttavia realizzato. Né venne realizzata, per l'improvvisa morte del papa, la sistemazione della facciata posteriore del palazzo, su piazza dell'Olio, sempre a opera del Dosio, che tuttavia realizzò il cavalcavia (chiamato "Arco dell'Arcivescovado"), anche se in forma ridotta, poiché in un suo progetto conservato al GDSU si vede come anziché un corridoio avesse pensato di realizzare un intero salone pensile, che arrivasse fino a via de' Cerretani.
La facciata del Dosio era tuttavia più breve di quella attuale, affiancata verso meridione dal corpo tozzo della torre dei Visdomini e dal solido corpo del palazzo in cui si apriva l'arco dei Pecori.

### Sei e Settecento
Nel tempo si ebbero lavori di manutenzione e abbellimento da parte di vari arcivescovi, tra i quali nel 1615-1620 venne ristrutturata la Sala dell'Udienza, già sede del Tribunale ecclesiastico, e decorata dagli affreschi di Nicodemo Ferrucci, dei quali rimane una serie dei primi sedici arcivescovi dipinti a busto sui pennacchi delle volte a crociera. Nel 1677 fu aperto sul retro un portone per far passare le carrozze, ancora visibile accanto alla chiesa di San Salvatore. 
Tra il 1736 e il 1738 circa il vescovo Giuseppe Maria Martelli promosse importanti lavori di decorazione, con la realizzazione di un salone affrescato da Vincenzo Meucci con quadrature di Pietro Anderlini (poi andato demolito), e con lo scalone sul cortile di Bernardo Ciurini, e con il riordino dell'interno della chiesa del Vescovo, affidato nella parte pittorica a Giovanni Domenico Ferretti.

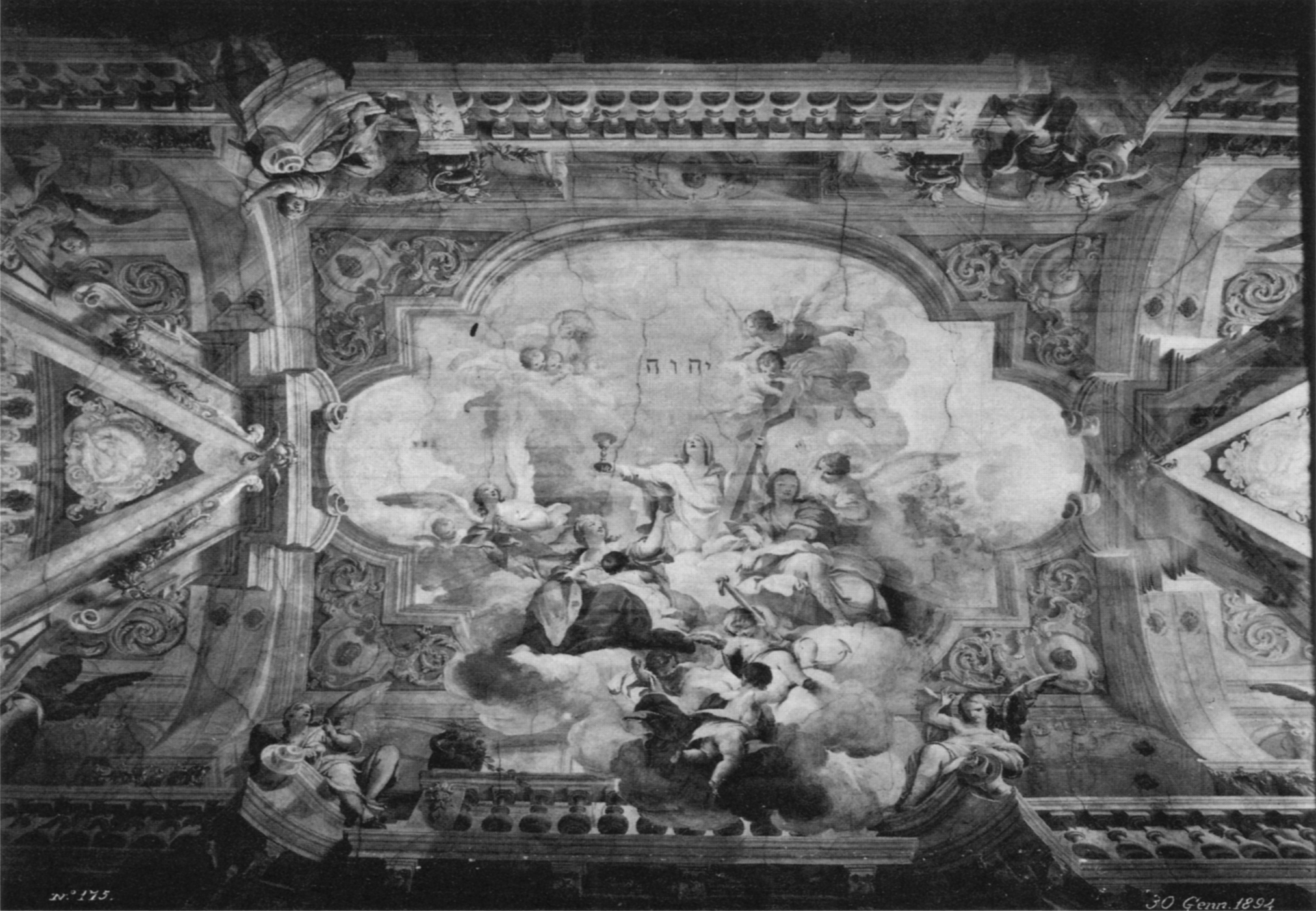
Allegoria delle Virtù teologiche di Vincenzo Meucci e quadrature di Pietro Anderlini, da una sala distrutta nel palazzo
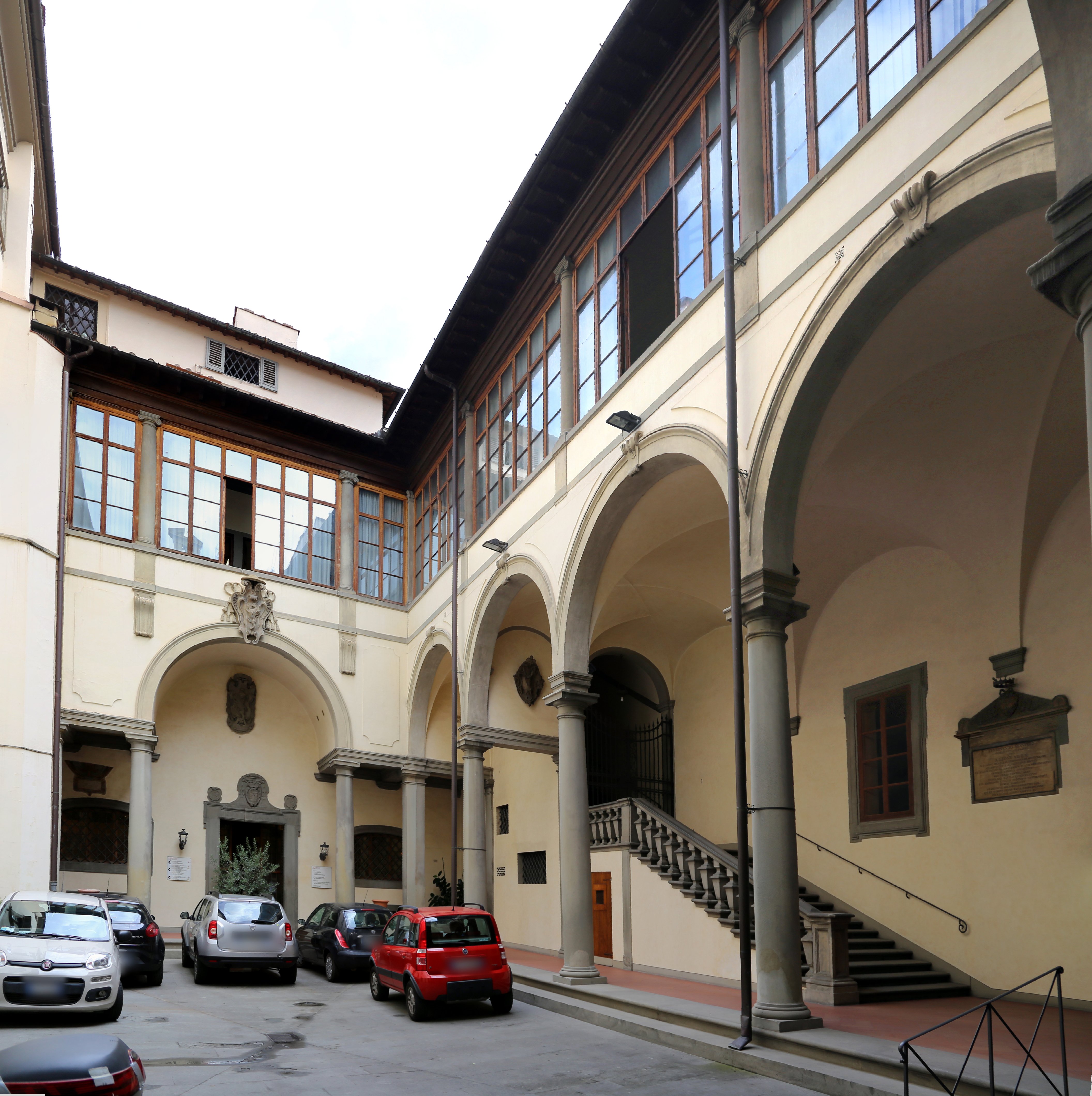
Il cortile con lo scalone settecentesco
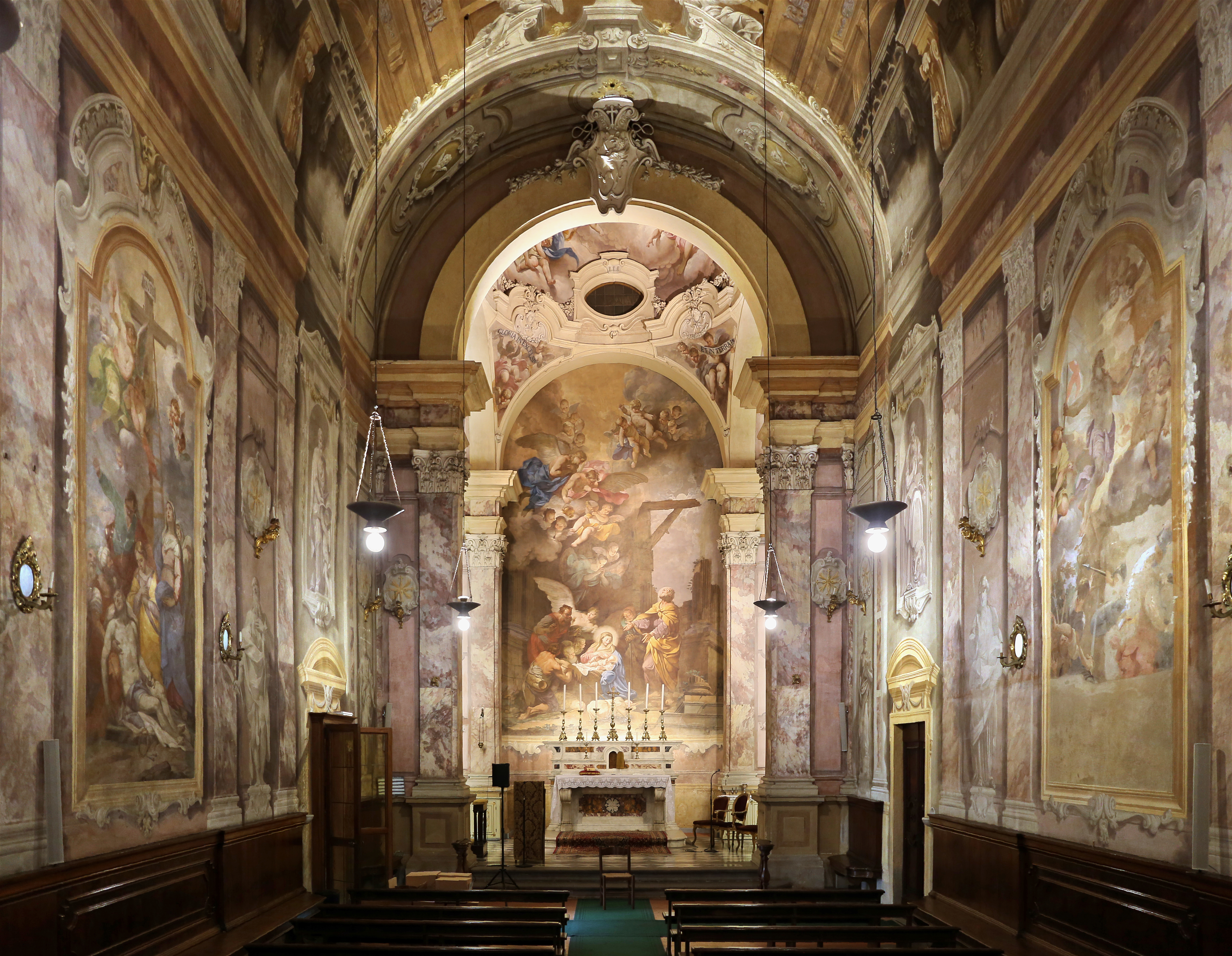
Interno di San Salvatore al Vescovo

### Lo sventramento ottocentesco

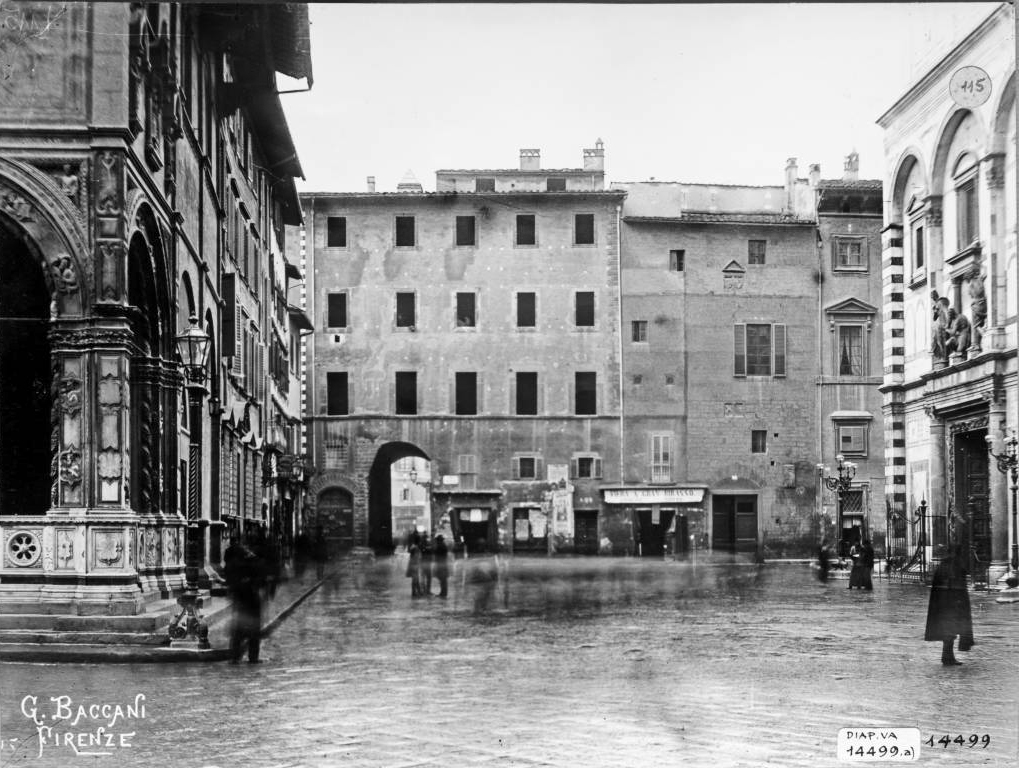
La vecchia piazza San Giovanni vista dalla loggia del Bigallo, con l'arco dei Pecori, il torrione dei Visdomini e l'Arcivescovado Vecchio

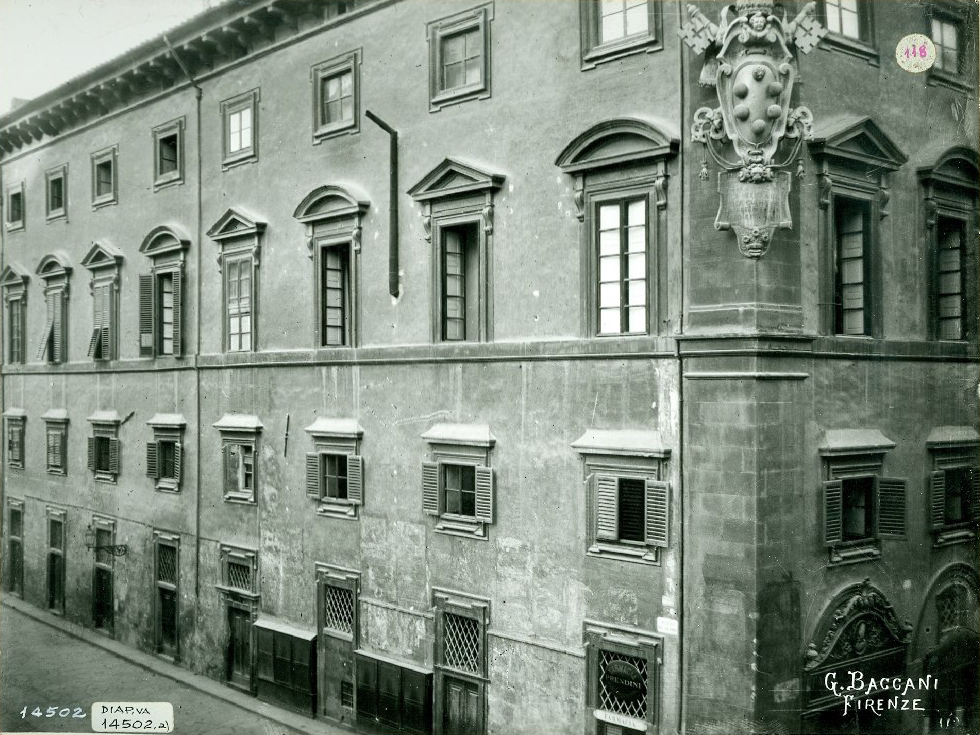
Veduta del palazzo originale all'angolo con via Cerretani prima delle demolizioni

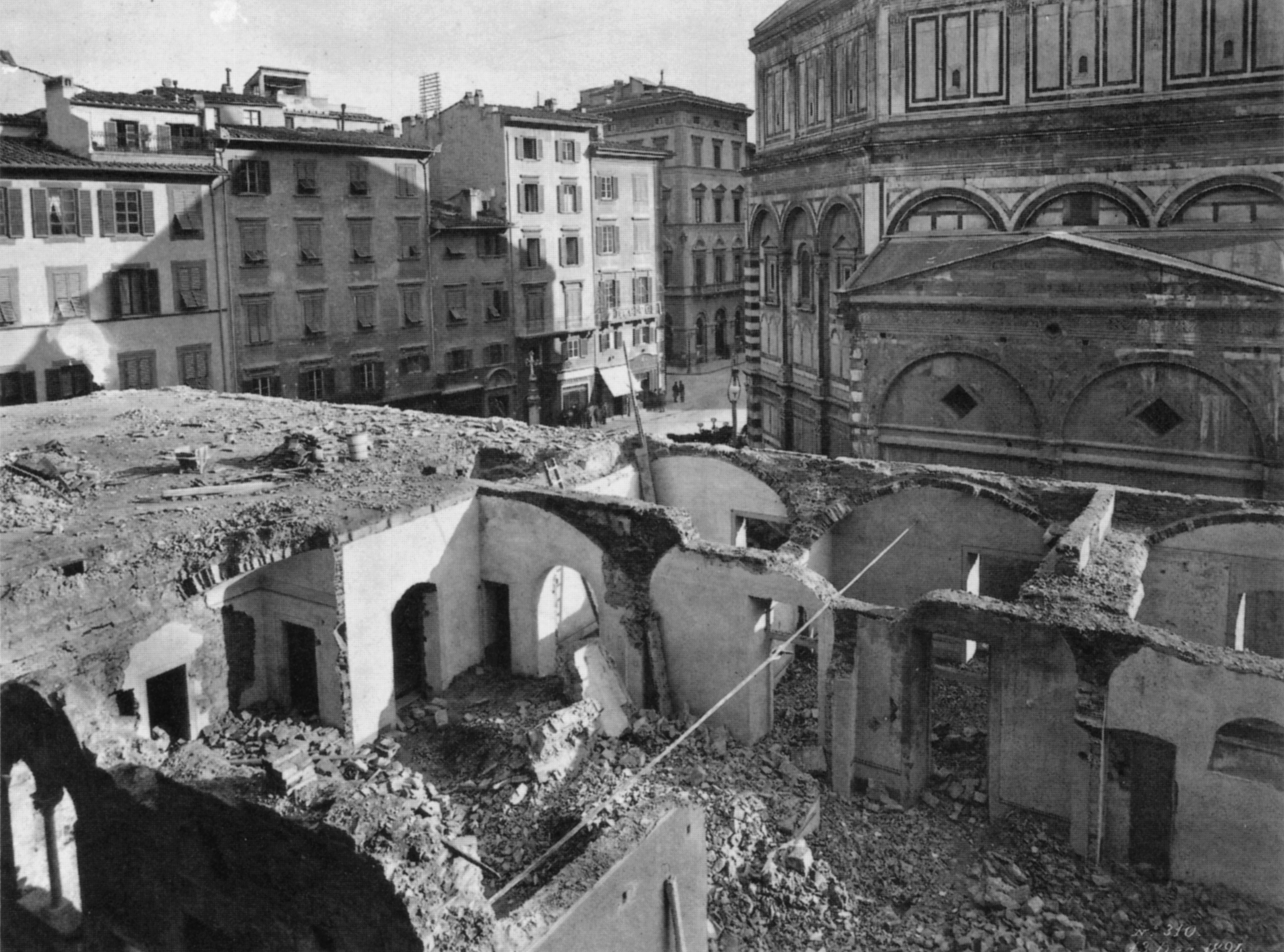
Il palazzo durante le demolizioni, 1894

In occasione degli interventi di fine Ottocento del "Risanamento" dell'antico centro fiorentino, i due fabbricati del palazzo andarono a costituire uno strozzamento nei nuovi allineamenti stradali con l'allargata via Roma, e inoltre si faceva strada l'idea di ampliare la piazza e isolare maggiormente l'edificio del battistero (in un'ottica urbanistica quindi del tutto opposta a quella antica), come avveniva in quegli stessi anni nella piazza del Duomo di Milano. 
Nel 1892 il Comune aveva già deciso per l'esproprio e l'abbattimento, ma un gruppo di studiosi, tra cui Guido Carocci, si adoperò perché il Ministero della Pubblica Istruzione sospendesse le demolizioni in ragione di un giudizio della Commissione Conservatrice dei Monumenti della Provincia di Firenze, che intendeva invece dichiararlo monumento nazionale. Il Comune tuttavia fece ricorso con una diversa relazione del Collegio degli Architetti e Ingegneri che sosteneva come questa demolizione fosse un "caposaldo" del nuovo piano regolatore, e che il palazzo Arcivescovile non avesse le qualità per essere dichiarato monumento nazionale poiché appartenente a un «periodo di decadenza architettonica». Alla fine prevalse questa linea, col veto ministeriale sciolto e un nuovo contratto di esprorio e riordino redatto il 25 dicembre 1893. Poco dopo avviarono le demolizioni e successive ristrutturazioni, con il corpo di fabbrica che guardava verso San Giovanni demolito e il suo fronte ricostruito sulla parte superstite arretrata, in parte usando materiali lapidei originali recuperati dalla facciata del Dosio, con un cantiere diretto dall'architetto Felice Francolini e quindi da Pietro Berti, concluso nel 1895. 
Pur riproponendo la facciata del Dosio, al termine dei lavori il nuovo fronte risultò ampliato di tre assi, e le aperture al terreno sostituite con sporti più ampi per negozi. Sul lato di via de' Cerretani il vecchio fabbricato fu soprelevato di un piano e il fronte uniformato con un paramento a conci graffiti. Lo stesso criterio fu seguito su piazza dell'Olio, con la facciata dell'antica chiesa di San Salvatore al Vescovo inglobata assieme alle sue tarsie marmoree romaniche. 
Scomparve così via dell'Arcivescovado e venne ampliata piazza San Giovanni. Al termine dei lavori, nel settembre 1895, anche lo stemma dell'arcivescovo Agostino Bausa, disegnato da Vincenzo Rosignoli, fu collocato sulla facciata, allo spigolo meridionale del palazzo.

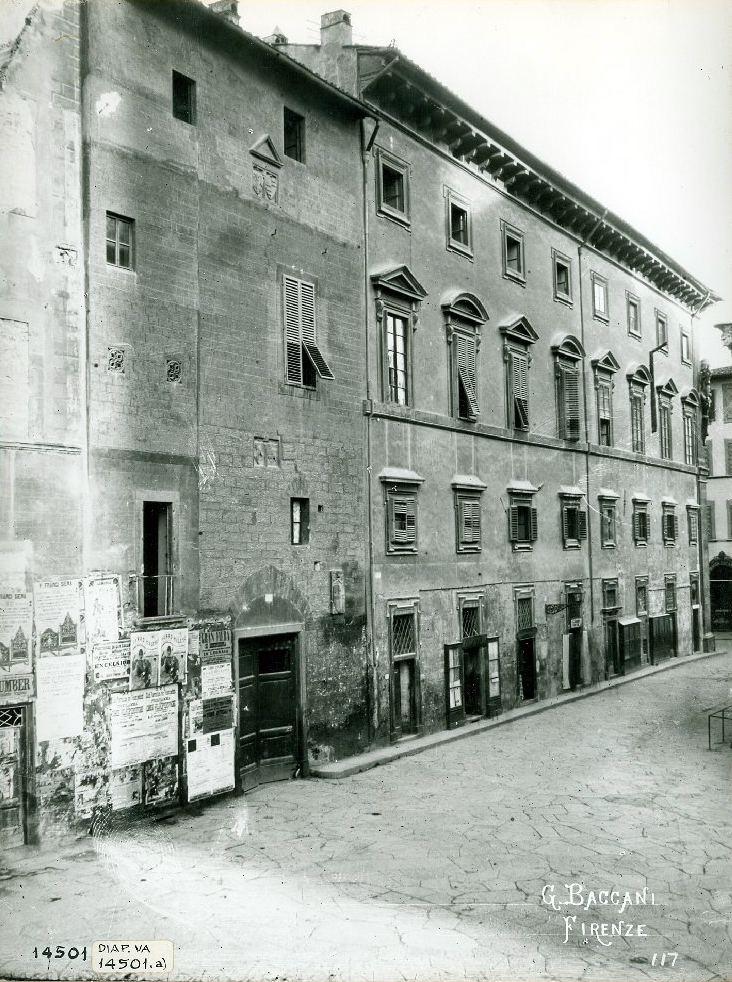
Palazzo Arcivescovile e torrione dei Visdomini, prima delle demolizioni
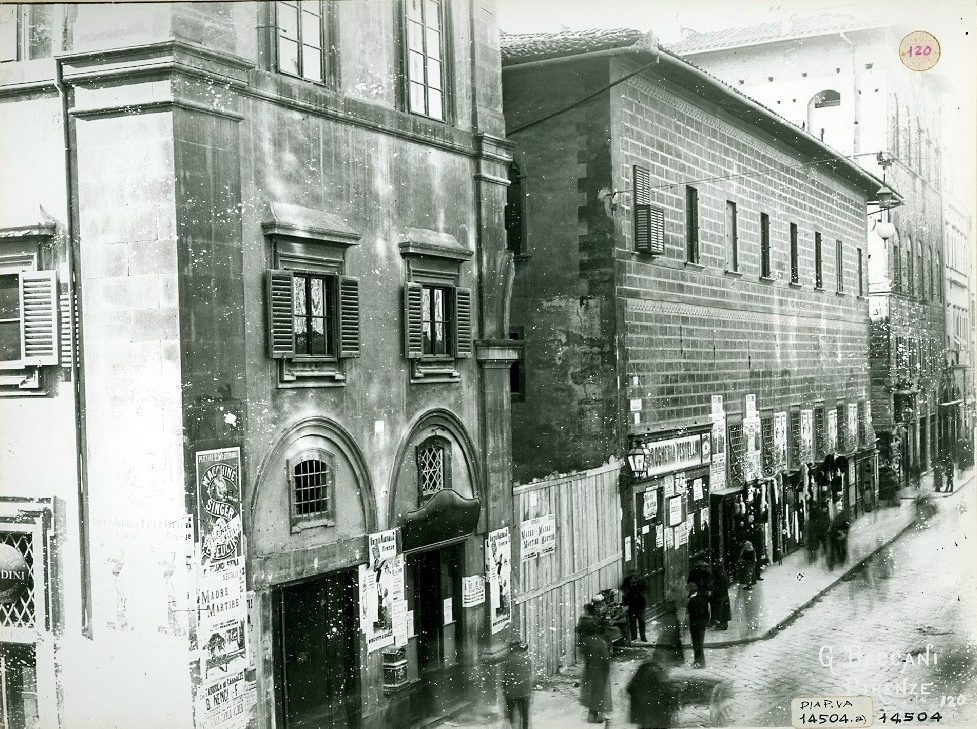
Arcivescovado Vecchio e Nuovo lungo via dei Cerretani, prima delle demolizioni
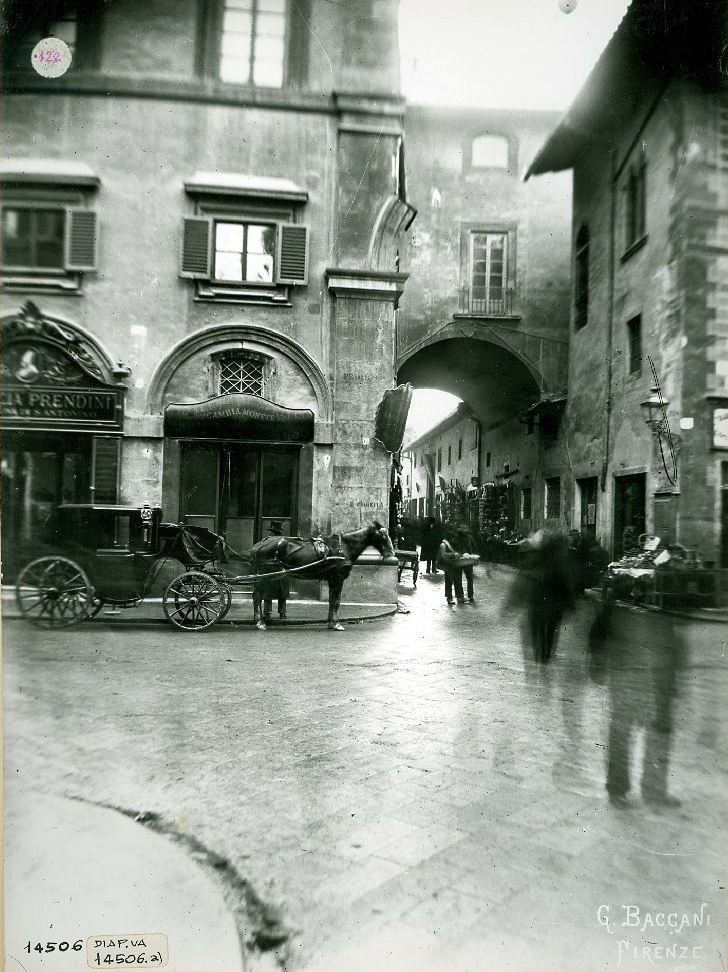
L'arco dell'Arcivescovado visto da via Cerretani
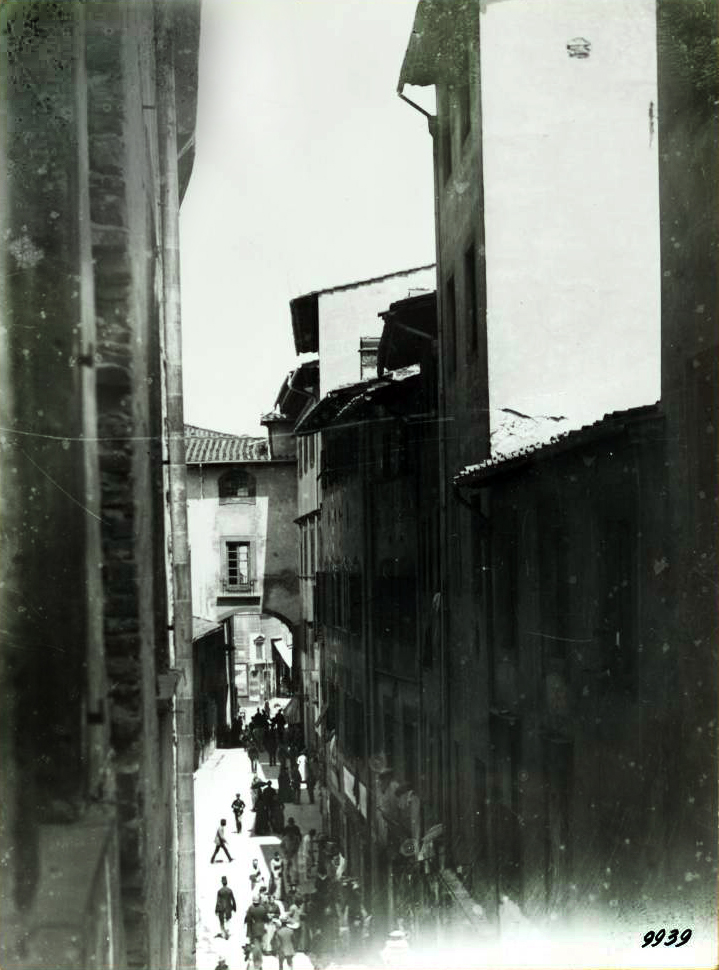
L'arco dell'Arcivescovado visto da via della Macciana (oggi via Roma) prima delle demolizioni
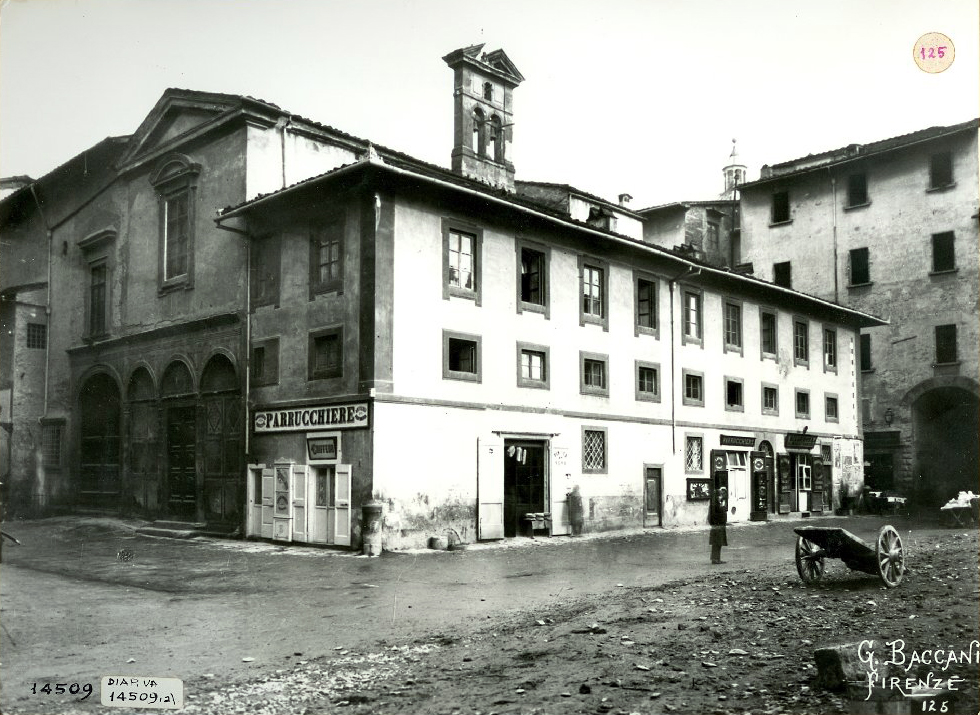
Il fabbricato all'angolo con via dei Pecori e piazza dell'Olio prima delle ristrutturazioni

## Descrizione

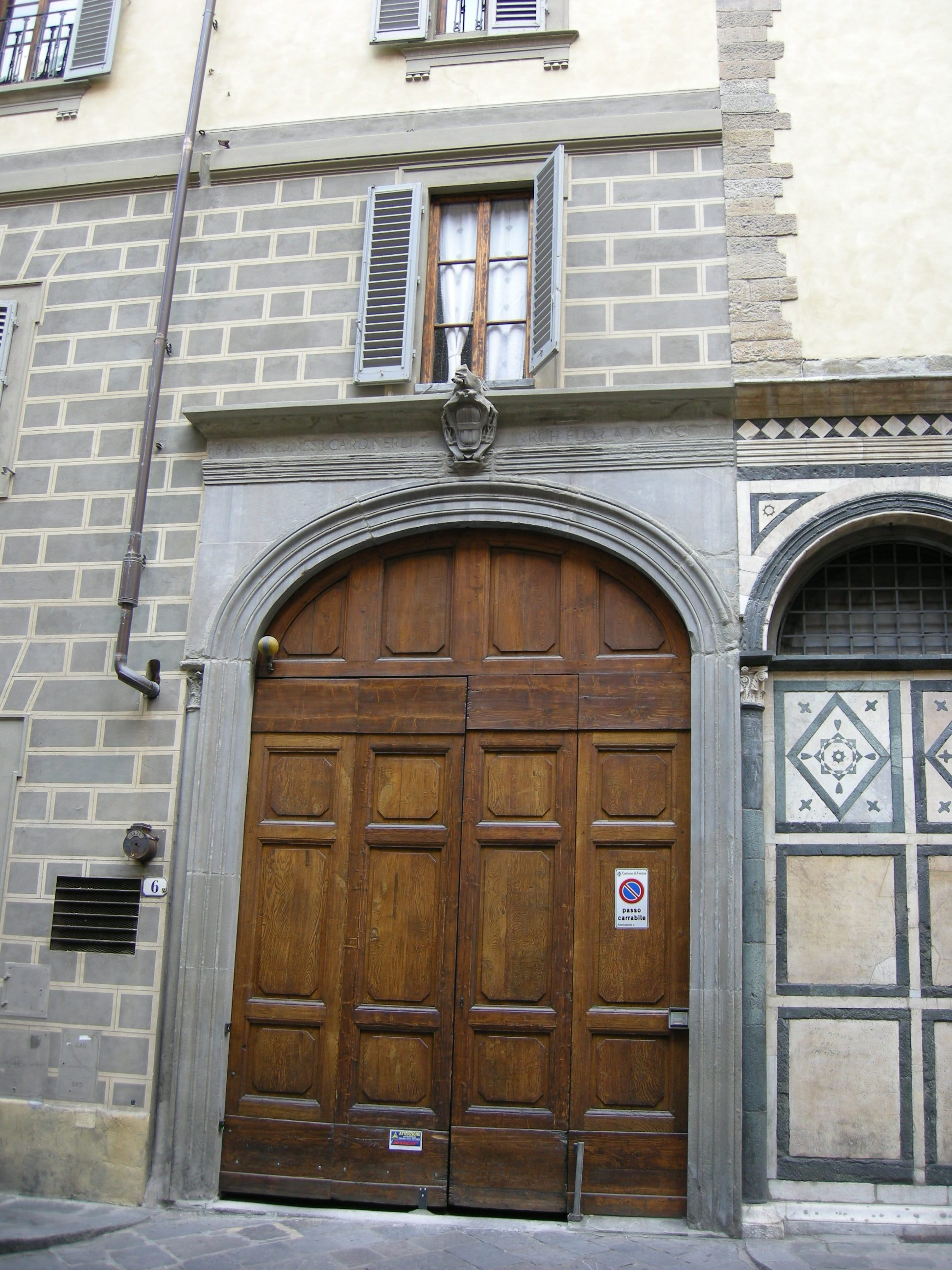
Entrata carrozzabile su piazza dell'Olio

L'impianto dell'edificio sulla piazza di San Giovanni è comunque grandioso, con le finestre, disposte per undici assi, solennemente pausate, a determinare due alti piani ciascuno fornito di mezzanino. Le finestre sono rettangolari, incorniciate (con e senza cimasa) ai mezzanini, e timpanate alternatamente a triangolo e ad arco, su una cornice marcapiano, al piano nobile. Nel tipico stile fiorentino le decorazioni sono in pietra e "emergono" dall'intonaco chiaro. 
Di notevole rilievo i due grandi scudi posti sulle cantonate. A guardare via de' Cerretani è quello con l'arme dei Medici arricchito dal triregno e dalle chiavi pontificie, a ricordo del cardinale Alessandro de' Medici, prima arcivescovo di Firenze e poi papa col nome di Leone XI, che riedificò il palazzo dopo l'incendio del 1533: collocato sul canto alla Paglia nell'aprile del 1584 fu modificato nel 1605 in ragione dell'elezione al soglio pontificio del committente ed è da considerare tra i più significativi e meglio conservati stemmi fiorentini del Cinquecento (opera di Alessandro di Giovanni da Settignano, già interessato da interventi nel 1974 fu nuovamente restaurato nel 1999-2000 su progetto e direzione dei lavori dell'architetto Saverio Mariotti). 
Sotto lo stemma si legge:
| LEONI · XI · P · M · OB · MERITA · IN ECC · FLOR · QVAM · XXXII · AN · REXIT · ET · HAS · AED · RESTITUTAS · SIC FLORVI |

Per esteso: «Leoni XI pontifici maximo ob merita in Ecclesia Florentina, quam XXXII annos rexit, et has aedes restitutas»; traduzione: «A Leone XI pontefice massimo per i meriti nella Chiesa fiorentina, che resse 32 anni, e per il restauro di quest'edificio». Il motto, presso il rilievo di alcune rose, si può tradurre: «Così fiorii».
Sull'angolo opposto, con una impostazione simile al precedente, è l'arme dei Bausa arricchita dai distintivi cardinalizi, in memoria di monsignor Agostino Bausa, arcivescovo di Firenze dal 1889 al 1899, al tempo nel quale l'edificio venne ridotto alla forma attuale (lo stemma è datato 1895, in concomitanza con il termine del cantiere, e fu realizzato dallo scultore Vincenzo Rosignoli). 
Sotto allo stemma si legge:
| FR · AVG · BAVSA CARD · TIT · S · SABINAE ARCH · FLOR · AD · MDCCCXCV SPES MEA DOMINUS |

Per esteso: «Frater Agustinus Bausa cardinal tituli Sanctae Sabinae, archiepiscopus Florentinus, Anno Domini MDCCCXCV»; traduzione: «Fra' Agostino Bausa, cardinale col titolo di Santa Sabina, arcivescovo fiorentino, nell'anno di Dio 1895». Segue il motto del cardinale: «Dio (è) la mia speranza».
Il nome dell'arcivescovo Bausa ricorre anche inciso sugli architravi dei due portoni di accesso (il civico 4 attualmente occupato da un noto esercizio storico fiorentino, il caffè Scudieri), mentre quello di Alessandro de' Medici è proposto, ripetuto per cinque volte, sugli architravi delle finestre del piano nobile. 
In prossimità del canto con via de' Cerretani è un traguardo che indica il livello delle acque raggiunto in occasione dell'alluvione del 4 novembre 1966. Al pian terreno si allineano una file di esercizi commerciali nelle aperture per botteghe già previste dal Dosio, sebbene ampliate nel ridisegno ottocentesco. Tra questi, al 16 rosso, è esercizio storico il negozio Officine Panerai, presente dal 1876 già nei fondi del precedente palazzo arcivescovile. 
La facciata su via de' Cerretani riprende lo stesso schema, con cinque assi. Su piazza dell'Olio il fronte è caratterizzato e nobilitato dal fatto di incorporare la facciata della chiesa di San Salvatore al Vescovo e la decorazione attorno a un portone ora per l'accesso carrozzabile, riadattata nel XVII secolo per le carrozze. Qui, a un'estremità, appare seminascosta una mezza colonna simile a quella della facciata della chiesa, che forse appartenne a una specie di portico o loggetta. Nella parte alta della decorazione del portone è uno scudo con l'arme dei Nerli, sormontato da un cappello cardinalizio, da mettere in relazione a una iscrizione di un fregio della trabeazione, che ricorda l'arcivescovo fiorentino Francesco Nerli il Giovane e riporta la data 1677. 
Su via de' Pecori il lessico della facciata prosegue per un solo asse, mentre i cinque successivi assi per tre piani, con bugnato a graffito fino al marcapiano tra primo e secondo piano, sono una realizzazione interamente ottocentesca: qui esisteva infatti un basso edificio con botteghe al piano terra, un mezzanino e un piano superiore, sopra il quale si impostava il campanile a vela di San Salvatore al Vescovo, oggi più nascosto. Il disegno di questa facciata prosegue anche, con qualche variazione su piazza dell'Olio oltre la chiesa.
All'interno esiste un cortile rettangolare, forse realizzato dal Dosio, poi ristrutturato dall'architetto Bernardino Ciurini con lo scalone coperto con arcate a tutto sesto su colonne doriche e pilastri su tre lati; sui lati corti si trovano due serliane, mentre superiormente si apre un loggiato con colonne ioniche.

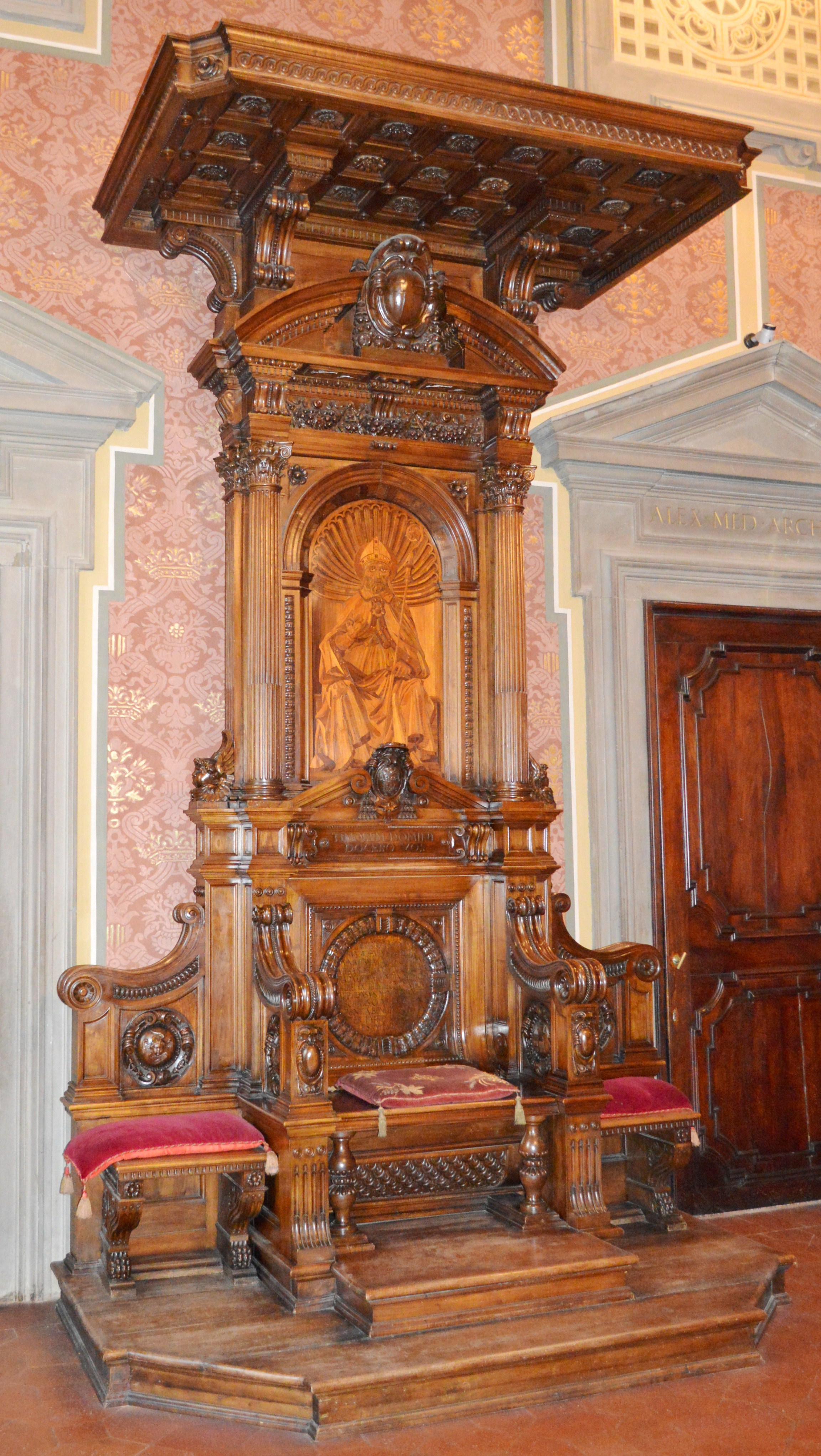
La cattedra donata all'arcivescovo Mistrangelo nel 1918 dal collegio dei parroci urbani di Firenze per la sua nomina a cardinale